# Josef von Hempel
Josef von Hempel, né le 9 février 1800 à Vienne et mort le 2 septembre 1871 à Tokod près de Gran (Esztergom), est un peintre et un écrivain autrichien, lié au mouvement nazaréen, groupe d'artistes rattachés au romantisme qui souhaitent refonder et revitaliser l'art par les valeurs spirituelles de la religion chrétienne.

## Biographie
Sebastian Josef, chevalier von Hempel, appartient à une riche famille aristocratique, de religion protestante. Élevé à Vienne, il visite à plusieurs reprises dans le cadre de son éducation la galerie de tableaux du Palais du Belvédère et développe un vif intérêt pour l'art et la peinture. Après une certaine résistance de sa mère, il est admis en novembre 1815 comme élève à l'Académie des Beaux-Arts de Vienne, où le néo-classicisme est enseigné comme conception dominante de l'art.
Hempel a peint son premier tableau à l'âge de 20 ans environ, une représentation de la Cène pour le maître-autel de l'église des Capucins de Wiener Neustadt (le tableau est détruit lors des bombardements de la fin de la seconde guerre mondiale).
Au printemps 1821, Hempel entreprend un voyage à Florence puis à Rome ; il copie des tableaux et dessine d'après nature. À Rome, il rencontre d'autres jeunes artistes qui y séjournent ; il se lie d'amitié avec Leopold Kupelwieser et Joseph Tunner et l'échange d'idées avec ces artistes renforce l'aversion de Hempel pour la conception académique de l'art ; il entre également en contact avec Johann Friedrich Overbeck et Julius Schnorr von Carolsfeld, et suit des cours de musique auprès de l'abbé Giuseppe Baini, directeur de la chapelle pontificale. 
En juin 1825, il rentre à Vienne en passant par Florence et Nuremberg.
Hempel poursuit son activité artistique, tout en commençant des études philosophiques avec Friedrich Schlegel et en suivant des cours de botanique. En 1827, il se convertit au catholicisme. 
Il épouse en 1829 Henriette Friedenheim ; le couple a dix enfants. 
En 1832, il acquiert les domaines de Kattau et Missingdorf près de Horn en Basse-Autriche. Outre ses obligations de propriétaire, il fait restaurer à ses frais les églises paroissiales environnantes et peint pour elles une série de tableaux d'autel. Il vend ses deux domaines en 1839 et retourne dans la capitale.
De retour à Vienne, Hempel suit à nouveau des cours de botanique et peint de nombreuses aquarelles de fleurs. Il se rallie d'abord avec enthousiasme au mouvement révolutionnaire de 1848 et devient membre de la garde nationale ; mais en tant que membre de l'aristocratie, il est réticent aux changements radicaux. Il quitte Vienne en 1848 et s'installe avec sa famille à Klagenfurt en Carinthie, au sud de l'Autriche. Il y fait construire sa propre école de dessin dans le bâtiment du lycée de la ville, où il enseigne lui-même. En 1850, il s'installe à Bolzano dans le Tyrol du sud, dont le climat sec et chaud  convient mieux à sa femme malade. Il y peint une série de tableaux aux thèmes presque exclusivement religieux. 
Pour permettre à ses fils de faire des études, la famille déménage à Graz en Styrie et y reste quatre ans.
En 1859, Hempel acquiert des domaines à Vrbovec et Rakovec dans le comitat de Zagreb en Croatie ; il les revend en 1863, et s'installe définitement à Gran ; son épouse meurt en 1865. Josef von Hempel ne peint plus de tableaux mais se consacre aux dessins botaniques de plantes sauvages, à la poésie et à l'écriture de pièces de théâtre (une comédie Graf Biegler, deux drames Rafael et Der Schwur),. 
Il meurt le 2 septembre 1871 à l'âge de 72 ans.

## Œuvre
Une centaine de peintures à l'huile de Hempel, principalement à motif religieux, sont conservés ainsi que plus de 50 aquarelles, dessins et lithographies.

La plupart de ses tableaux sont conservés dans des églises et des monastères auxquels il en a fait don, en raison de sa profonde religiosité ; d'autres tableaux, notamment ses portraits de famille, sont toujours en possession de la famille von Hempel.

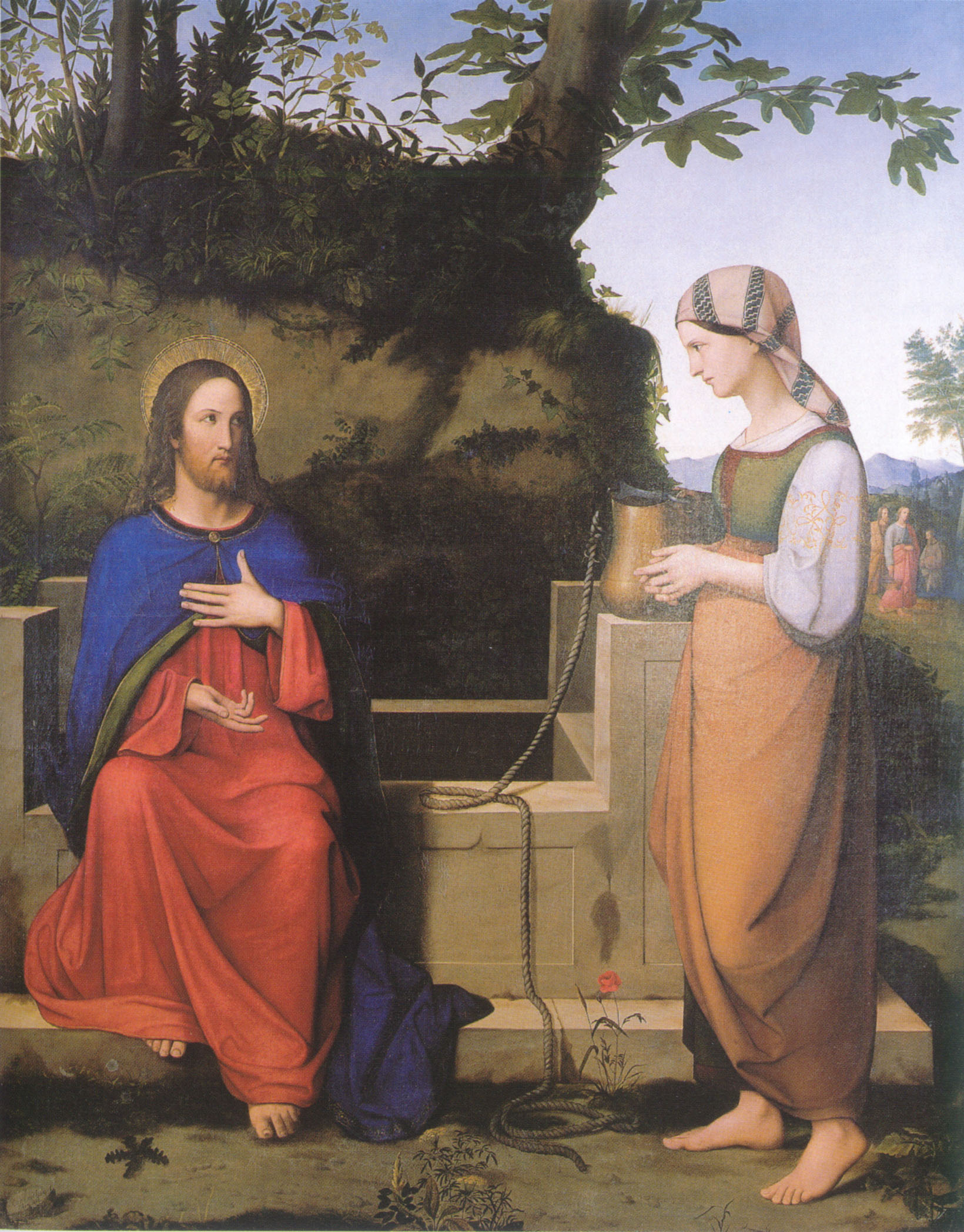
Le Christ et la Samaritaine à la fontaine, huile sur toile, 1823, collection privée.
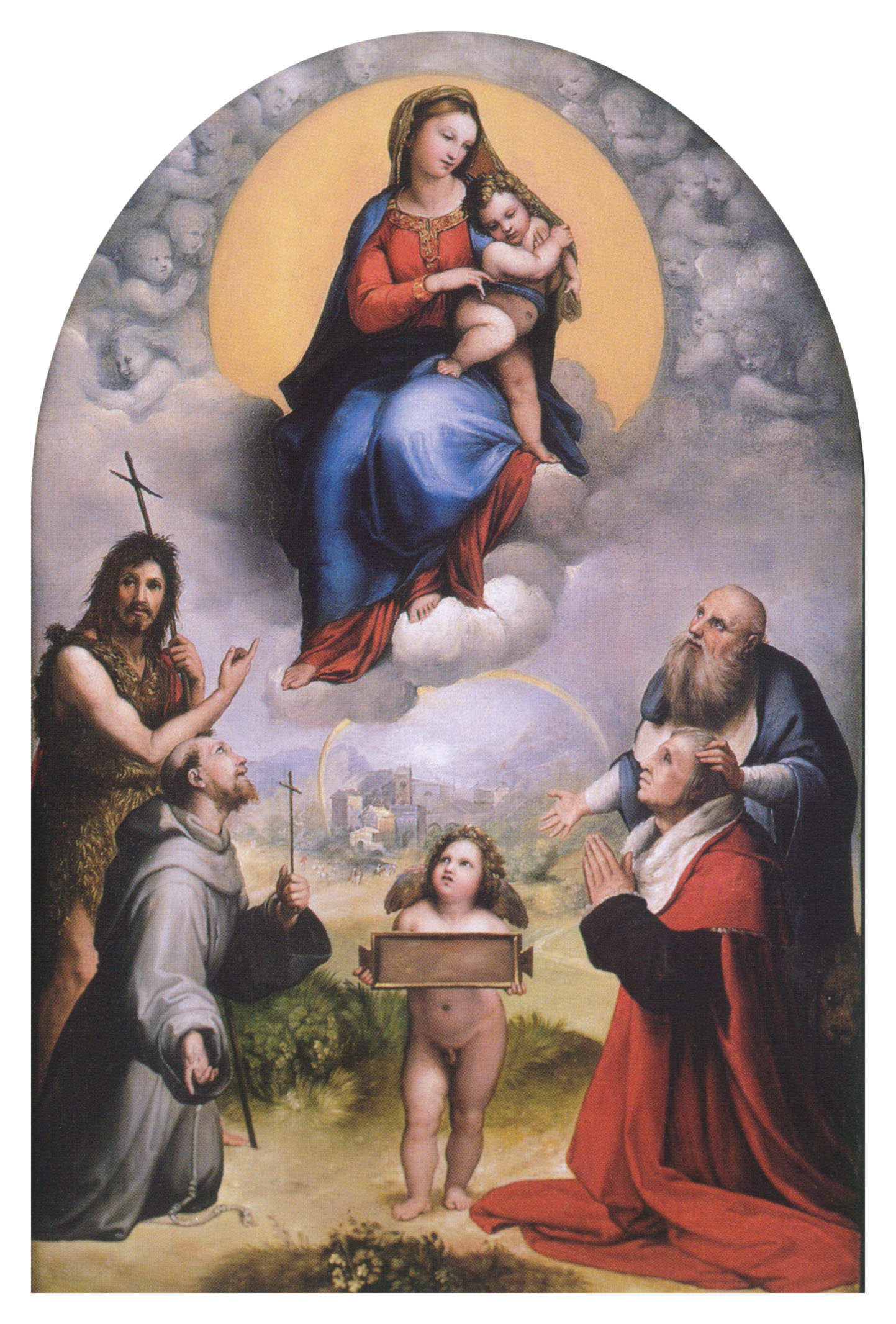
La Vierge de Foligno, copie d'après le tableau de Raphaêl, huile sur toile, vers 1824, Pinacothèque vaticane, Rome.
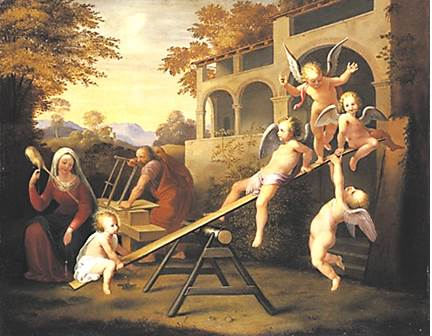
L'Enfance du Christ, huile sur toile, 1850.
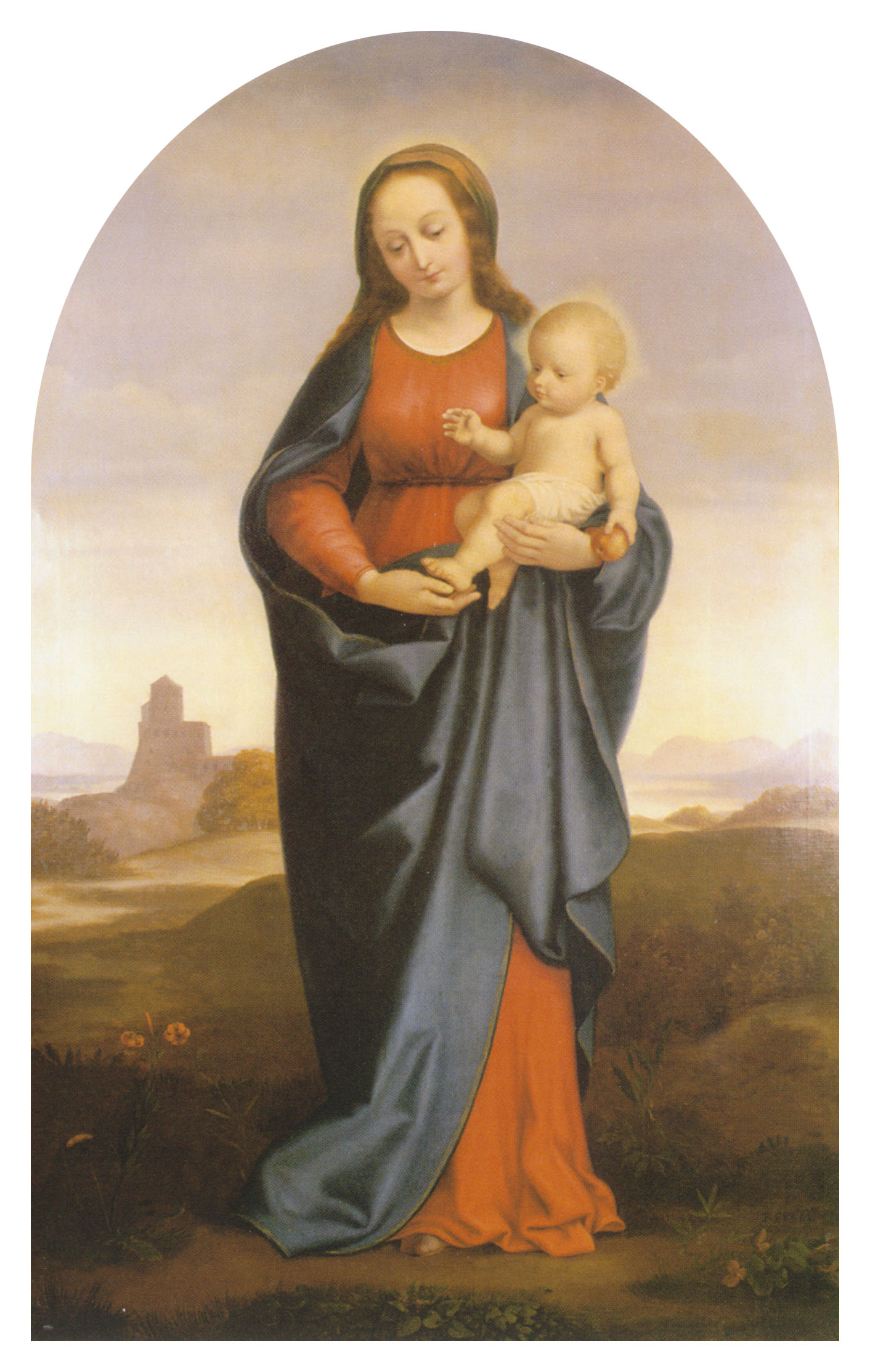
Vierge à l'Enfant, huile sur toile, 1855.
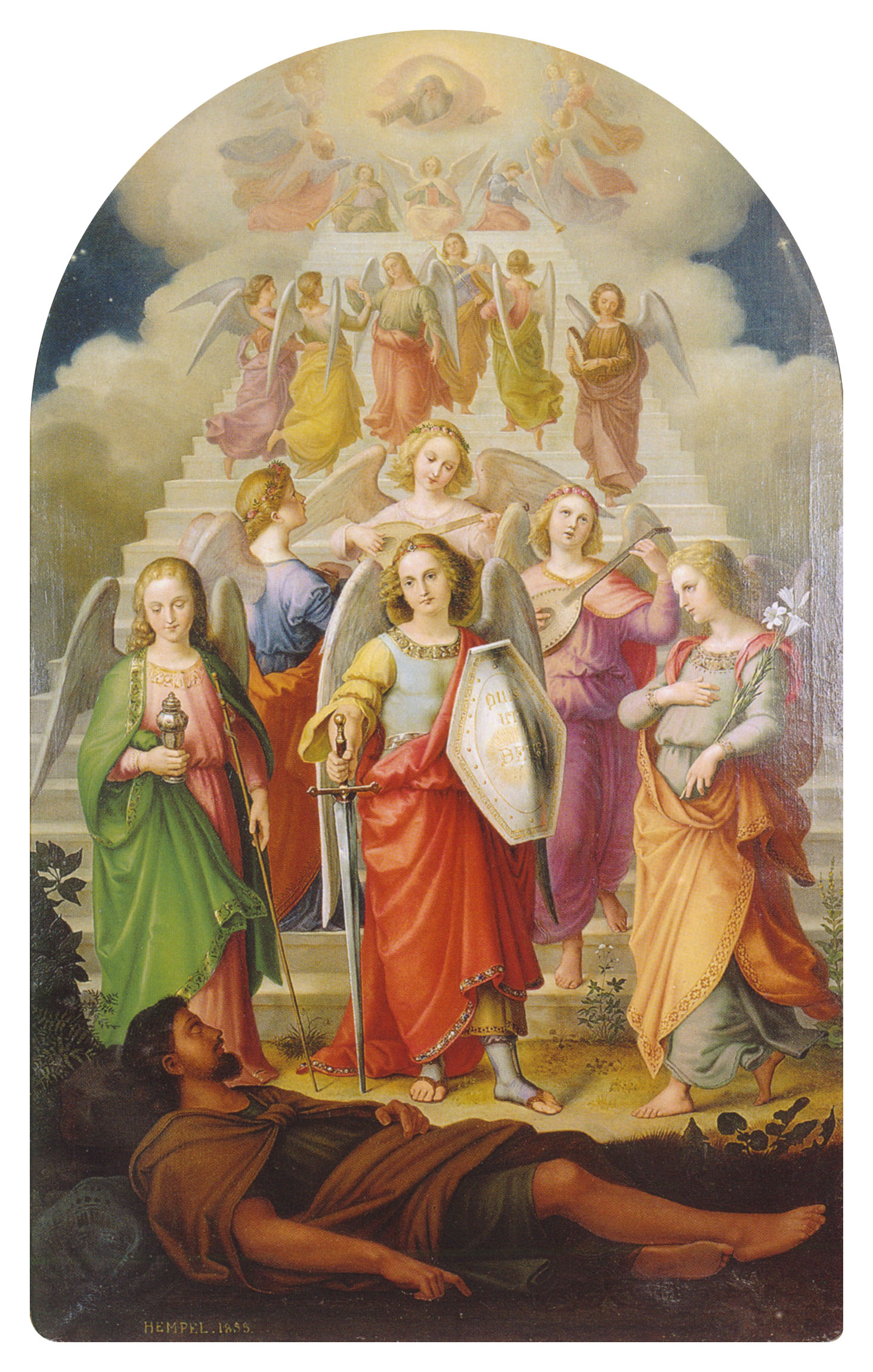
L'Échelle de Jacob, huile sur toile, 1855.
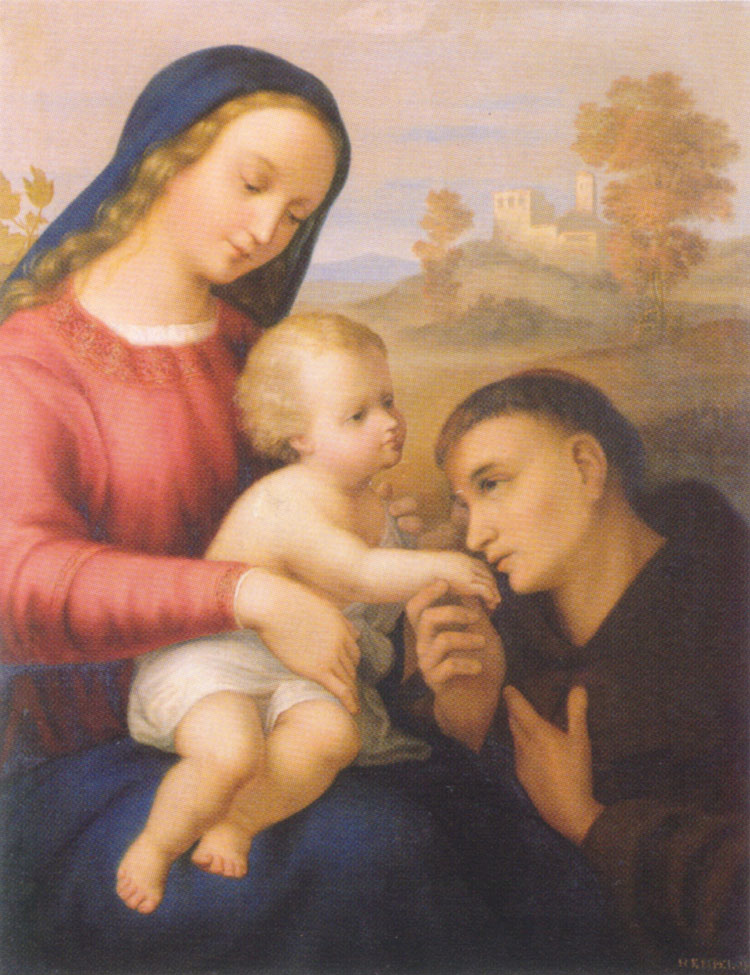
Vierge à l'Enfant, avec saint Antoine, huile sur toile, 1861.